# Justice Pao
Justice Pao (chinois : 包青天 ; pinyin : Bāo Qīng Tiān ; Wade : Pao Chʼing Tʼien) est une série télévisée taïwanaise.

## Synopsis
Cette série représente Bāo Zhěng, un juge de la Dynastie Song qui est populaire dans les contes oraux chinois. Elle représente aussi deux autres personnages du livre Trois chevaliers et cinq redresseurs de torts:
- Gōngsún Cè (公孫策): le conseiller/secrétaire de Bāo Zhěng, un maître de la médecine.
- Zhǎn Zhāo (展昭): un ancien gentleman cambrioleur qui est devenu la garde de Bāo Zhěng.